# Спартианское движение
Спартианское движение — спортивное общественное движение. В основном, ориентировано на подрастающее поколение.

## Цели
Целью движения является проведение мероприятий по продвижению и реализации культурного потенциала спортивных соревнований, пропаганда различных видов искусств среди спортсменов, а также привлечение деятелей искусства к гуманитарному осмыслению мира спорта. Главная задача Спартианского движения — достижение гармонии между духовным и физическим развитием каждого человека.